# William Preston (virginien)
William Preston (25 décembre 1729 - 28 juin 1783) était un militaire, planteur et homme politique américain d’origine irlandaise. Il a joué un rôle crucial dans l’arpentage et le développement des colonies du Sud, a exercé une grande influence dans les affaires coloniales de son temps, a possédé de nombreux esclaves sur sa plantation et a fondé une dynastie dont la progéniture allait fournir les dirigeants du Sud pendant près d’un siècle.

## Biographie
William Preston est né à Limavady, en Irlande. La famille a immigré dans le Comté d'Augusta en Virginie en 1738. 
En juin 1752, William accompagna son oncle James Patton, agissant comme son secrétaire à la Conférence du traité de Logstown qui avait pour but d’ouvrir des terres indiennes à la colonisation. Patton s’arrangea pour que William soit mis en apprentissage chez Thomas Lewis, l’arpenteur du comté et cousin de Patton, et en novembre 1752, William fut embauché comme arpenteur adjoint. Il a ensuite servi comme arpenteur dans les comtés d’Augusta, de Botetourt, de Fincastle (ancien comté) et de Montgomery, arpentant 36 parcelles pour Patton le long de la New River.
En juillet 1755, William survécut au massacre de Draper’s Meadow, une attaque des Shawnees contre une colonie qui faisait partie d’une propriété connue plus tard sous le nom de Smithfield Plantation, qu’il acheta en 1773. Il en achève la construction de sa maison de Smithfield Plantation en 1774. Au moins 216 personnes ont été réduites en esclavage en tant que travailleurs à la plantation Smithfield.
William a servi comme capitaine dans le régiment de Virginie lors de l’expédition de Sandy Creek en 1756, tenant un journal qui sert de seul enregistrement complet de cette campagne. Resté en Virginie, William épousa Susanna Smith le 17 janvier 1761, et ensemble ils eurent 12 enfants. Lui et sa famille ont déménagé à Smithfield Plantation, dans l’actuelle Blacksburg en 1774.

## Vie politique et action militaire
William Preston a été élu à la Chambre des Bourgeois de la colonie de Virginie en 1765 pour représenter le comté d’Augusta et a servi jusqu’à ce que le comté soit divisé vers 1770. En 1775, Preston est l’un des signataires des résolutions Fincastle soutenant la résistance du Premier Congrès continental aux Intolerable Acts.
Preston a servi à la fois dans la guerre française et indienne et dans la guerre d’indépendance américaine. Pendant la guerre de 1773-1774, alors qu’il combattait les Indiens Shawnee, Lord Dunmore exhorta les Virginiens à rejoindre la milice pour se venger des Indiens et piller leur stock de chevaux. Colonel de la milice, l’une des plus grandes contributions de Preston à la guerre d’indépendance américaine a été sa capacité à réprimer loyalistes britanniques du soulèvement dans le sud-ouest de la Virginie. Il a également aidé à combattre Lord Cornwallis et les Britanniques dans les Carolines.
Il fut l’un des administrateurs fondateurs de la Liberty Hall, anciennement appelée Augusta Academy]. D’autres administrateurs fondateurs avec lesquels Preston a travaillé étaient des hommes éminents de la région, notamment Andrew Lewis, Thomas Lewis, Samuel McDowell, Sampson Mathews, George Moffett et James Waddel. C’est le neuvième plus ancien établissement d’enseignement supérieur du pays.

## Héritage
Preston meurt lors d’un rassemblement militaire près de Price’s Fork, en Virginie, en 1783. La cause du décès est inconnue.  Il est enterré dans le cimetière familial sur le campus de Virginia Tech à Blacksburg, en Virginie, près de Smithfield Plantation. Sa dernière maison, Smithfield Plantation, a été restaurée et est inscrite au registre historique des États-Unis. 
De nombreux Américains éminents descendent de Preston et de sa femme Susanna. Leurs descendants sont des gouverneurs, sénateurs, membres du cabinet présidentiel, fondateurs et présidents d’universités et  chefs militaires. Leur fils James Patton Preston, fut gouverneur de Virginie de 1816 à 1819 et contribua à la création de l’Université de Virginie. Leur petit-fils William Ballard Preston futt membre du Congrès, secrétaire à la Marine sous Zachary Taylor, et plus tard sénateur des États confédérés d'Amérique.
La ville de Prestonville, dans le Kentucky, a été érigée sur l’une de ses concessions de terre et nommée en son honneur.